# Roua Ben Fraj
Roua Ben Fraj, née en 2004, est une nageuse tunisienne.

## Carrière
Aux championnats arabes 2022 à Oran, Roua Ben Fraj est médaillée de bronze sur le relais 4 × 100 mètres 4 nages.
Elle obtient aux championnats d'Afrique 2022 à Tunis la médaille de bronze sur 4 × 100 mètres 4 nages ainsi que sur 4 × 100 mètres nage libre.